# Promoción Industrial en la Provincia de San Luis

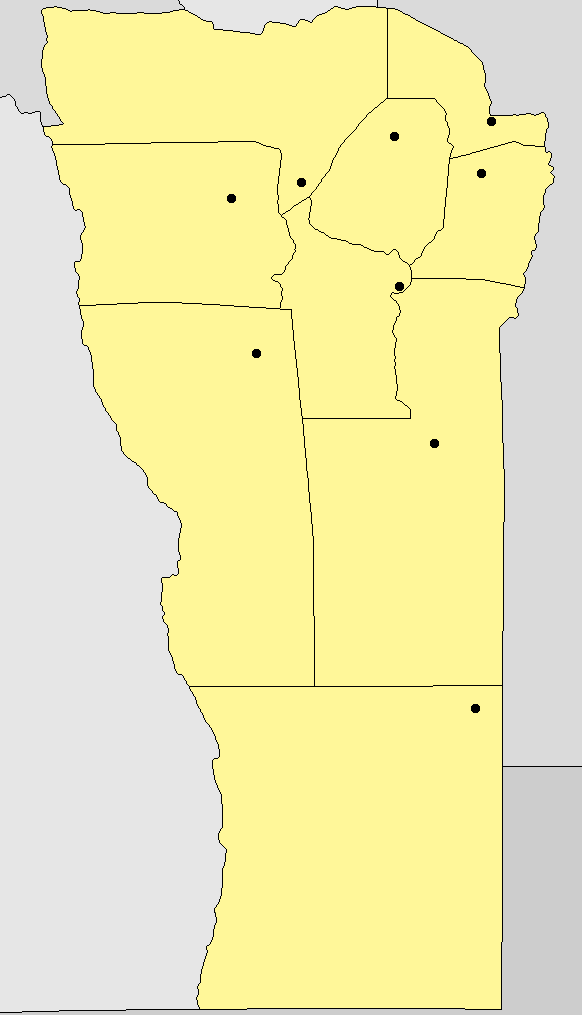
Provincia de San Luis(Argentina)

La promoción industrial en la provincia de San Luis se desarrolló  a través de una ley nacional, desde el año 1973 y  consistió en una serie de medidas con importantes beneficios impositivos a proyectos productivos que se radicaran en el territorio sanluiseño. El origen de ésta, radica en el acta de reparación histórica, que tiene por objeto reconocer a la provincia, por el aporte humano, económico, y logístico a la gesta Sanmartiniana, de gran importancia para la concreción y consolidación de la independencia de la hoy República Argentina.

## Origen del Acta de Reparación Histórica

### Antecedentes
Desde que se comenzó a configurar el proceso de independencia de lo que hoy es la República Argentina, se sucedieron una serie de hechos que se desarrollaron previo a la declaración de Independencia en 1816 y posteriores a esa fecha para consolidar la misma. Dentro de estos hechos vamos a hacer referencia a la "gesta sanmartiniana" que liberó de las fuerzas españolas no solo a la actual Argentina, sino también a Chile y Perú. Aquí ponderaremos el aporte de la humilde provincia de San Luis que siendo una de las más pobres aportó a la gesta hombres, animales, materiales, alimentos y todo lo que estaba a su alcance: esto no solo trajo aparejado un retraso económico y en materia de desarrollo, además le produjo en esos momentos, quedarse indefenso, debiendo repeler con los pocos hombres que quedaron y principalmente con sus mujeres, ataques de Ranqueles, ladrones, desertores y de las fuerzas de la provincia de Córdoba, que estaba preparando una ofensiva contra el gobierno de las Provincias Unidas del Río de la Plata.
Se reconoce en el Acta a Catamarca, La Rioja y San Luis, provincias que desde antes de la creación de la Patria contribuyeron materialmente y forjando voluntades en las gestas libertadoras y la organización de un país sobre la base federal

##### El comienzo de la "Gesta Sanmartiniana" desde la Historiografía Puntana
El gobierno de las Provincias Unidas del Río de la Plata, reconociéndole el grado militar al general San Martin, lo incluyó en los cuadros de las fuerzas de caballería y le encomendó la organización del Regimiento de Granaderos a Caballo, designándolo comandante del mismo. Con criterio eminentemente selectivo, empezó a formar los cuadros de oficiales sometiéndolos a un reglamento que se fundaba en los más rígidos conceptos del honor, el deber, la moral y la disciplina

Plaza San Martín en Villa Mercedes provincia de San Luis(Argentina)

Muchas provincias colaboraron enviando a sus hijos para formar el flamante regimiento y entre ellas San Luis lo hizo en primer término, con un contingente de más de cien ciudadanos cuidadosamente seleccionados, entre los que figuraba Juan Bautista Baigorria, el futuro héroe que en la alborada del 3 de febrero de 1813 junto a Cabral contribuiría a salvar la vida del más grande de los próceres argentinos. A pesar de que la famosa Marcha de San Lorenzo no lo nombra Pastor relata el hecho realzando la participación tanto de Baigorria como de Cabral en el heroico acto de salvarle la vida a su General.
San Luis ya había conquistado laureles y honras, sus hijos se habían batido valientemente en las calles porteñas en 1806 y 1807; en el célebre combate de San Lorenzo bajo el mando de San Martín; en Suipacha, Tucumán y Salta, batallas ganadas por los patriotas Antonio González Balcarce y Martín Güemes, la primera, y por Belgrano la segunda y tercera. Habían también sufrido el dolor de las derrotas en Huaquí, Vilcapugio y Ayohuma, dejando siempre bien sentada su fama de valientes en todos los campos de gloria.
Fue admirable el empuje e ingenio con que el teniente gobernador Dupuy impulsó la organización y aprovisionamiento de las milicias puntanas que se fueron incorporando a las disciplinadas legiones andinas, pero también es verdad que su empeño habría sido menos eficaz si el pueblo de San Luis no hubiera colaborado con sacrificios, a satisfacer los insistentes requerimientos de su enérgico gobernante local, sabiendo que éste era un fiel intérprete del inspirado y patriota San Martín.
Expresa Reynaldo Pastor “Hasta los negros esclavos fueron liberados a fin de que se incorporarán a las fuerzas patriotas y así lo hicieron con la anuencia y ayuda de sus dueños. Este era el cuadro general ,cuando el coronel Rudecindo Alvarado llegó a San Luis a mediados de 1819 al frente de una compañía del Regimiento de Granaderos a Caballo. Venían de allende la cordillera con el prestigio que les daban los laureles
El principal objetivo de la gobernación de Vicente Dupuy era poner a la sociedad puntana y a todos sus bienes al servicio del plan sanmartiniano, tal como José de San Martín y Toribio de Luzuriaga lo hacían en Mendoza y José Ignacio de la Rosa en San Juan.
En 1816 Dupuy explica a San Martin que la mayoría del pueblo se pronuncia indiferente a la causa de la libertad y que enviar prisioneros (y sobre todo de alto rango como los que recibía San Luis) significaba destruir el trabajo realizado por los pocos hombres leales a la causa. El pueblo era manipulable, por lo tanto los gobernantes debían fomentar ideas que le despierte el interés y les permita contar con su apoyo. Dupuy pide a su superior que para evitar que se formen ideas perjudiciales se envíen prisioneros a las poblaciones más “ilustradas”, con un interés verdadero en la libertad, que sean capaces de vigilar, frenar e intimidar a los realistas para que no realicen sus empresas contrarias a la causa.

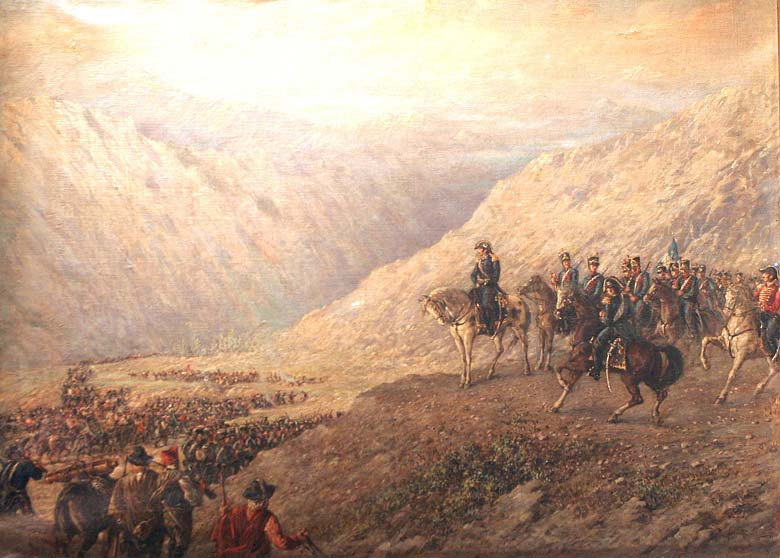
Cruce de los Andes

El 5 de enero de 1817 se inició el cruce de la cordillera de los Andes. El Ejército de los Andes, formado en El Plumerillo (a 7 km de Mendoza), abandonó el campamento e inició el cruce de los Andes por los pasos de Los Patos y Uspallata. Estas vías abruptas aseguraban el factor sorpresa. 
Analizando la correspondencia de Vicente Dupuy durante su mandato, puede observarse claramente que el tema principal que lo ocupaba era la guerra, principalmente lo referido a la situación y aprovisionamiento del Ejército de los Andes, y la función de cárcel que San Luis debía cumplir dentro de la gesta sanmartiniana, por su posición geográfica privilegiada.
El gobernador Dupuy fomento en el pueblo puntano el sacrificio por la libertad que se tradujo en hombres, bienes, pertrechos militares y dinero. Con no más de 17 mil habitantes y un presupuesto de 6000 pesos anuales, San Luis realizó un aporte importantísimo a la Patria el cual fue elogiado por San Martin, Olazábal, Hudson, Nicasio Ramallo, Vicuña Makenna, Las Heras, Soler y Vicente López. El esfuerzo de la provincia por sostener al Ejército Libertador llevó a que se debilitara la defensa interna y el tesoro público se agotara, además de no poder contar más con la mano de obra esclava. Los voluntariosos puntanos se llegaron a contar por miles, como en 1819 cuando se enviaron 2185 hombres que se enlistaron voluntariamente.

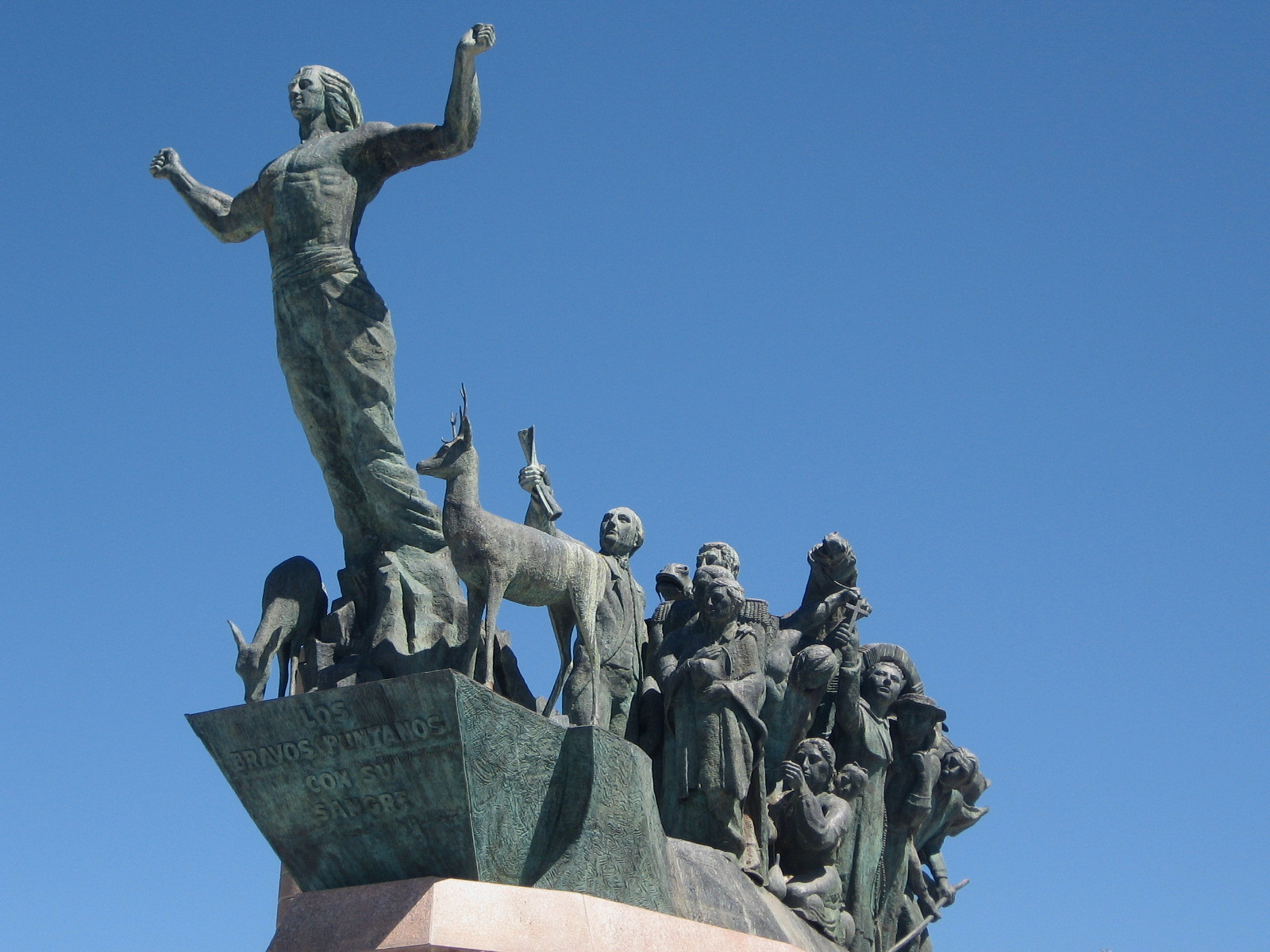
Monumento al pueblo Puntano

Cuando el coronel Rudecindo Alvarado llegó a San Luis a mediados de 1819 al frente de una compañía del Regimiento de Granaderos a Caballo. Venían de allende la cordillera con el prestigio que les daban los laureles acumulados en la definitiva conquista de Chile. De inmediato fueron alojados en los cuarteles de la ciudad, pero como el objeto de su arribo era el de proceder sin pérdida de tiempo a su reorganización y remonta, Dupuy dispuso trasladarlos a un lugar más apropiado a doce kilómetros al naciente de la ciudad en un escondido rincón de la sierra de la Punta de los Venados. Así se estableció el campamento en las chacras de don Tomás Osorio, encargándose del aprovisionamiento a don José Narciso Domínguez
Intensa actividad hubo desde el primer momento en el campamento de Las Chacras que fue un verdadero campo de entrenamiento, herreros, armeros, talabarteros, costureras y prácticas en el manejo del telar criollo. Mientras el sargento Nicasio Ramallo daba instrucción militar y mientras los escuadrones 1, 2 y 3 ensanchaban sus cuadros escogiendo entre los 840 hombres reclutados por el Regimiento de Milicias de San Luis, en los distintos sectores del cuartel se elaboraban tejidos y se confeccionaban uniformes para los soldados, se fabricaban miles de herraduras, centenares de sables, monturas, aparejos y correajes y en el interior de la provincia se juntaban 2.000 caballos, 1.500 mulas y 600 cabezas de ganado vacuno.
Sin embargo, era como si nada colmara las apremiantes necesidades de la empresa libertadora, San Martín seguía clamando por mil mulas de silla, 8.000 cueros de carnero. Dupuy, el activo y tesonero teniente gobernador, continuaba sus infatigables requerimientos invocando no en vano la buena voluntad y generosidad de los puntanos que ya se habían incorporado en un número superior al del millar en las filas heroicas y que ante el nuevo llamado respondieron con más contribuciones en ganado, dinero, picote, frazadas, charqui y otros artículos alimenticios tal como consta en documentos
Para Víctor Saa, historiador puntano, la contribución de San Luis a la empresa sanmartiniana tuvo un carácter de entrega total, siendo ella una inmolación, al punto que en 1824 no pudo hacer frente a las hordas ranquelinas por carecer de hombres y armas.

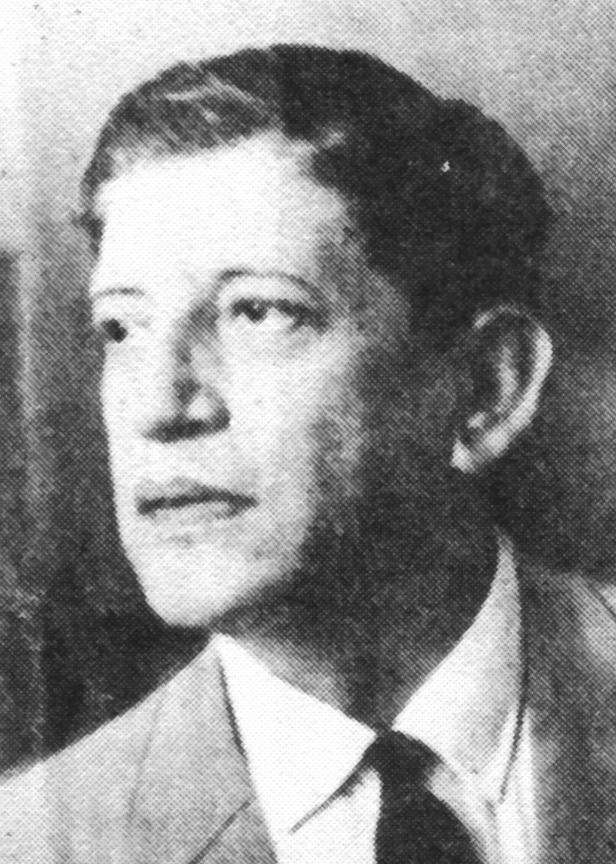
Antonio Esteban Agüero

Durante 10 años (1814 a 1824) se realizó la contribución del pueblo puntano. Ninguna persona en San Luis estuvo ausente, por más insignificante que haya sido su donación. Mientras tanto San Luis se esfuerza por cumplir las órdenes de San Martin, mientras su territorio es asaltado por confinados, desertores y ladrones. La ciudad era atacada también por comerciantes que endeudaban a las familias por los precios exorbitantes de sus productos y se llevaban los productos de la tierra y artesanías sin pagar ningún impuesto.
Todo lo antes expuesto puede resumirse en una de las obras poéticas más importantes de la provincia "Digo el llamado" de Antonino Esteban Agüero , alguno de sus estrofas rezan :
"De Mendoza llegaban los mensajes breves, de dura y militar urgencia: “Necesito las mulas prometidas; necesito mil yardas de bayeta; necesito caballos; más caballos; necesito los ponchos y las suelas; necesito cebollas y limones para la puna de la Cordillera; necesito las joyas de las damas; necesito más carros y carretas; necesito campanas para el bronce de los clarines; necesito vendas; necesito el sudor y la fatiga; necesito hasta el hierro de las rejas para alzar los cañones en los pasos donde la nieve es una flor eterna; necesito las lágrimas y el hambre para más gloria de la Madre América…” Y San Luis obediente respondía...
Todo lo ante expuesto dio paso a una re valorización de la sociedad puntana y da el puntapié inicial a la llamada promoción industrial a través del “Acta de Reparación Histórica” firmada entre La Nación y las provincias de Catamarca, La Rioja y San Luis, que al hacer público un reconocimiento a la participación de las mismas en las gestas libertadoras y la conformación federal del territorio, propone y da inicio a actividades reparadoras, el compromiso de arbitrar las medidas necesarias para promover el crecimiento de las provincias (…) como reparación histórica por su contribución a la formación de la Nación , lo que permite poner un freno a décadas de postergación que sufría San Luis hasta tiempos recientes. (Trocello,1997; Samper, 2008; Escudero, 2006). A tan sólo unos meses de la firma del acta se sancionó la ley 20.560 cuyo objetivo general tendía a la expansión y descentralización de la industria de capital nacional reglamentando su carácter regional a través del decreto 893/74 que comprendía a las provincias del Acta de Reparación. De esa manera y en los siguientes años se radicaron importantes industrias (Martinez 2016)

## Antecedentes industriales
Es conveniente comenzar haciendo mención sobre la estructuración y distribución industrial del territorio de la provincia de San Luis. Así, podría hablarse de una región Norte, con nudo director en la ciudad de San Luis, incorporando a los departamentos La Capital (llamado así hasta 2010), Belgrano, Ayacucho, Junín, San Martin, Chacabuco y Pringles. 
Por otra parte tenemos, una región sur, con nudo director en la ciudad de Villa Mercedes, compuesta por los departamentos Gral. Pedernera y Vicente Dupuy.
La ciudad de San Luis, capital de la provincia, ha sido un núcleo administrativo y cultural, por lo que ha tenido que sumar funciones comerciales a medida que sus necesidades lo demandasen. Debilitado su rol como sitio de frontera, después de la Conquista del Desierto, conservó su carácter de escala en la ruta Litoral-Cuyo.
Se suele citar a Villa Mercedes como “capital económica” de San Luis. Sobre el margen norte del Río Quinto, fue establecida como avanzada en defensa de los ataques de los malones, protegiendo las estancias y colonias agrícolas que comenzaban a instalarse, dichas colonias dan indicios de un incipiente desarrollo comercial. En 1875, con la llegada del ferrocarril Andino en su marcha hacia Mendoza, nuevos ramales conectaron en la década de 1880 con la capital provincial, y también en forma directa con la Capital Federal, por lo que, a la par de la expansión ferroviaria en la zona, se fue desarrollando un tipo de actividad comercial, necesaria para atender las demandas que mayor densidad demográfica requerían.
Al estar Villa Mercedes en la frontera entre la pampa cerealera y el norte ganadero, se desarrolló una ciudad de contacto entre dos áreas económicamente diferenciadas. A ello, se sumó la instalación de talleres ferroviarios, lo que aceleró su crecimiento. Los molinos harineros establecidos junto a la estación ferroviaria parecieron iniciar un despegue industrial, proyecto no concretado. Luego se instalarían frigoríficos de importancia, como el Regional del Oeste.
Villa Mercedes es también centro de servicios para la localidad de Villa Reynolds, situada a 10 km al sudeste, donde funciona el aeropuerto y una base de la Fuerza Aérea Argentina.
La sumatoria de los incipientes procesos productivos agrícolas y el desarrollo de la economía que fundaba a su paso el ferrocarril, fueron los principales antecedentes de industrias de productos y servicios desarrollados en la provincia de San Luis.
A pesar del predominio de estas dos ciudades mencionadas en la región, han existido influencias externas para el desarrollo de las economías de la zona, como lo fueron las estrechas vinculaciones con la provincia de Mendoza, o la ciudad de Río Cuarto.

## Industrias que se desarrollaron
La aprobación de la ley 20.560, sancionada por el gobierno argentino del período 1973-1976, disponía el beneficio a las empresas de capital nacional (art. 16), expresando además el apoyo a la pequeña y mediana industria.
"Artículo 16.- Pueden ser beneficiarias de los regímenes de promoción exclusivamente las empresas de capital nacional que desarrollen o propongan desarrollar actividades industriales o que necesiten de la industrialización como complemento (...)" 
En julio de 1977, la última dictadura fue la encargada de la sanción de la Ley 21.608, y en agosto del mismo año, se dictó un decreto reglamentario el 2.541/77. Este proceso culminaría con la derogación de la Ley 20.560, la cual se adecuaba el sistema de promoción y a una política económica aplicada desde 1976, de tipo aperturista y “eficientista”.
"Art. 1. Inc. b).- Fomentar la mejora de la eficiencia de la industria, por modernización, especialización, integración, fusión, economía de escala, o cambios en su estructura, cuidando de no facilitar el establecimiento de un poder monopólico u oligopólico en los mercados de que se trate." 
De esta manera se favorecería preferentemente las actividades que utilizaran tecnología avanzada y fabricaran productos de acuerdo con normas y niveles internacionales de calidad. No había intención alguna de promover la pequeña y mediana industria. Además, no se excluye de esta ley a las empresas de capital mayoritario extranjero, si constituyen domicilio en el país. (Morina, 1989) 

## Marco Legal
La promoción industrial constituyó un complejo cuerpo legal sobre el que actuaron, en muchos casos, simultáneamente, diversos niveles institucionales (nacionales, provinciales, municipales), en el cual tuvieron principal incidencia la derogación de la Ley 20.560 el Decreto Regional 893/74 y la Ley 21.608. La ley 20.560 y el sistema de promoción estructurado, siguieron vigentes hasta julio de 1977.

### Ley 20.560
Una de las principales inquietudes del Congreso Nacional fue la de la promoción industrial, la cual comenzaría a concluir el 14 de noviembre de 1973 con la aprobación de la Ley 20.560, y culminaría con su promulgación por el Poder Ejecutivo el 10 de diciembre. 
Una vez derogada la ley se efectuarían una serie de decretos con el objetivo de delimitar con precisión el área y objeto de la promoción, los sectores que se promoverían y los objetivos regionales a alcanzar.
Entre ellos el decreto reglamentario 922/73, publicado por boletín oficial el 24 de enero de 1974, dividió el territorio nacional en dos zonas con características marcadas en cuanto a los beneficios otorgados. En este San Luis integraba la Zona 1, con máximo de beneficio, junto a otras provincias como Santa Cruz, Chubut, Río Negro, Neuquén, La Pampa,La Rioja, Catamarca, Salta, Jujuy, Formosa, Chaco, Corrientes, Misiones, Santiago del Estero, Entre Ríos y Tierra del Fuego. También se efectuaría en algunos departamentos de las provincias de Córdoba y Mendoza. Luego surgirían decretos con distintos ámbitos de aplicación, que fueron reemplazando el 922/73.

#### Beneficios otorgados por la Ley 20.560
Entre los beneficios propuestos como instrumento promocional se destacan:
- Otorgamiento de créditos de mediano y largo plazo.
- Exención, reducción, suspensión, desgravación y diferimiento de tributos por períodos de hasta 10 años.
- Exención de derechos de importación de bienes de capital.
- Participación del Estado en el capital de las empresas promocionadas.
- Asistencia tecnológicas.
- Facilidades de aprovisionamiento de materia prima.
- Tarifas de fomento por prestaciones de servicios por parte del Estado.

### Decreto Regional 893/74
En abril de 1974, los gobiernos de las provincias de Catamarca, La Rioja y San Luis resolvieron constituir la región Geoeconómica del Acta de Reparación Histórica. El Gobierno Nacional, a través de este decreto, asumía el compromiso de arbitrar las medidas para promover el crecimiento de dichas provincias como Reparación "(...) por su labor con la nación". La vigencia de este decreto se mantuvo durante la última dictadura, con la diferencia de la suspensión arbitraria de algunos beneficios, por contraponerse a la filosofía de la ley 21.608.

#### Objetivos principales
El Decreto Regional contenía anexos que detallaban las actividades prioritarias en cada una de las provincias involucradas, el artículo 2 se encarga de resumir entre sus lineamientos algunos de los aspectos a desarrollar regionalmente.
- Industrialización de la región.
- Pleno empleo de la mano de obra regional, evitando las migraciones.
- Eliminar diferencias en niveles de vida, con otras zonas del país, erradicando el subconsumo.
- Industrializar los recursos naturales en sus zonas de origen.
- Integración de los procesos productivos.
- Efecto multiplicador de la economía regional.

#### Beneficios para las empresas
Las nuevas plantas industriales son establecidas como "beneficiarios", y en el Artículo 5 se detallan algunos de los instrumentos promocionales impositivos para su instalación en la región. Entre los beneficios para inversionistas e industrias se destacan:
- Diferimiento del pago de impuestos a las ganancias, a los capitales y patrimonios, y a las ventas, por un monto igual al 75% de la inversión.
- Deducción para el cálculo del impuesto a las ganancias del 100% de las sumas invertidas en el ejercicio fiscal.
- Desgravación del impuesto a las ganancias, por diez años, con una escala del 100% del primero al octavo año, 95% el noveno, y el 90% al décimo.
- Impuesto sobre capitales y patrimonios: desgravación desde la puesta en marcha, por diez años, con la misma escala citada por el impuesto a las ganancias. También, desde la aprobación hasta la puesta en marcha, por un máximo de tres ejercicios anuales.
- Impuesto a la importación: exención total o parcial del pago de derechos para la introducción de bienes de capital. Lo mismo repuestos y accesorios, hasta el 5% del valor de los bienes importados.
- Impuesto de sellos: exención por diez años.
- Impuesto a las ventas (actual IVA): desgravación por diez años.

### Ley 21.608
En julio de 1977, la última dictadura sacionaría la ley 21.608, y en agosto del mismo año se dictó su decreto reglamentario, el 2.541/77. Así se derogaría la Ley 20.560, y se adecuaba el sistema de promoción a la política económica aplicada desde 1976, de tipo "aperturista" y "eficientista".
De esta manera el objetivo principal sería, favorecer preferentemente las actividades que utilizaran tecnología avanzada y fabricaran productos de acuerdo con normas y niveles internacionales de calidad. No había intención alguna de promover la pequeña y mediana industria. Además, no se excluye en esta ley a las empresas de capital extranjero si constituyesen domicilio en el país.
Con esta ley surgirían dos elementos que marcarían una diferencia importante con la legislación previa:
- Uno es la obligatoriedad de un aporte de capital propio genuino del 20% sobre el total de los bienes de uso; este aporte no podía provenir de aportes impositivos.
- La otra es la novedad en el cálculo del costo fiscal teórico que cada proyecto tiene para el Estado, en cada año de vigencia de los beneficios. Esto conducía a la implementación de cupos anuales que se incorporarían a la Ley de Presupuesto, limitando la aprobación de los beneficios.

En las etapas finales del gobierno militar (presidencia del Gral. Bignone), en agosto de 1983, se modificarían dos aspectos de la ley 21.608:
- Se incorpora la fijación de incentivos a las exportaciones como una herramienta más de promoción industrial.
- Se abría la posibilidad de extender a quince años el período de vigencia de los beneficios, la cual hasta ese momento era de diez años.

### Ley 22.702
Esta ley sirvió como extensión, en materia industrial, para el régimen promocional de la Ley 22.021 (de Desarrollo económico de la provincia de La Rioja), para las provincias de Catamarca y San Luis. El objetivo claramente era evitar el éxodo de personas en búsqueda de oportunidades laborales, generando fuentes de trabajo en las provincias beneficiadas por el acta de reparación histórica, tras los vistos resultados positivos efectuados en la provincia de La Rioja una vez implementadas dichas políticas, planteándose en su introducción de la siguiente manera:
"El proyecto encuentra principios que llevaron a la sanción de aquella ley, con el fin de generar las fuentes de trabajo que el aumento demográfico de las Provincias de Catamarca y de San Luis requiere y con el objeto de revertir el éxodo de la población de esas provincias. Ello, a la luz de los excelentes resultados que el régimen promocional aludido ha dado en la provincia de La Rioja." 

#### Beneficios otorgados al Sector Industrial
- Impuesto a las ganancias: Opción entre; deducción del 100% de los montos invertidos en maquinarias, equipos e instalaciones nuevas, y de hasta un 50% de los montos abonados en concepto de sueldos; o exención por quince ejercicios anuales.
- Impuesto al valor agregado: Liberación para sus ventas en el mercado interno. Liberación a productores de materias primas o semielaboradas. Liberación a proveedores de bienes de uso vinculados directamente al proceso productivo.
- Impuesto a la importación: Se otorga exención total de derechos de importación.

## Primeros efectos de la Promoción Industrial
En materia de empleo, para 1973 San Luis concentraba el 0,2% de los trabajadores industriales del país, tras las implementaciones de las leyes derogadas, ese porcentaje pasó al 0,6% para 1984.
En los primeros años de la década del setenta solo dos actividades concentraban la mayor parte de los establecimientos, el empleo, y la producción industrial de San Luis. Se trataba de la producción de alimentos, bebidas y tabaco, como así también la producción de minerales no metálicos. Ampliándose posteriormente a la producción de textiles, elementos para la construcción, entre otros.
Los departamentos provinciales de La Capital y Gral. Pedernera poseen para 1985 el 67% de los establecimientos y el 86% del empleo industrial. Diferencia notable de los porcentajes representados en 1974 que eran del 60% y 74% respectivamente. Gran parte de las plantas industriales se encuentran ubicadas en las ciudades de San Luis, Villa Mercedes y Justo Daract, con estas dos últimas el departamento Gral. Pedernera es el departamento con mayor producción y ocupación de la provincia.

## Algunas consideraciones
Es necesario tener en cuenta algunas características que se vieron representadas en las primeras etapas de este proceso de radicación industrial, cuestiones que son necesarias tener presentes a la hora de analizar los primeros resultados de esta promoción industrial.
Algunos de los escasos logros en cuanto a los objetivos de la legislación promocional, como lo fue "la expansión y el fortalecimiento de la mediana y pequeña industria", no pudieron llevarse a cabo como tales. Daniel Azpiazu, dice al respecto:
" (...) la configuración resultante sería prácticamente antagónica con los objetivos perseguidos, en tanto implica la consolidación del poder oligopólico de un reducido núcleo de empresas preexistentes, principales beneficiarias -directamente o a través de firmas controladas- de la promoción industrial." 
En el caso de los reducidos porcentajes de concreción de los proyectos aprobados. En ello se manifiesta el carácter subordinado de la política y de la legislación promocional respecto del desenvolvimiento de la economía en su conjunto y de la del propio sector industrial, en tanto ambos ejerzan influencia decisiva sobe la lógica de comportamiento de las firmas promovidas. 
"Esa diversidad de aspectos deficitarios no es una consecuencia de errores en la aplicación de las políticas de promoción industrial. Al contrario, su explicación se fundamentan de la propia concepción de la promoción que, en realidad, ha dejado de ser considerada como un simple instrumento de política industrial, para tender a convertirse en un objetivo en sí misma." 